# Finnischer Fußballpokal 1971
Der Finnische Fußballpokal 1971 (finnisch Suomen Cup 1971) war die 17. Austragung des finnischen Pokalwettbewerbs. Er wurde vom finnischen Fußballverband ausgetragen. Das Finale fand am 10. Oktober 1971 im Olympiastadion Helsinki statt. 
Pokalsieger wurde Titelverteidiger Mikkelin Palloilijat. Das Team setzte sich im Finale gegen Vaasan Sport mit 4:1 durch und qualifizierte sich damit für den Europapokal der Pokalsieger.
Alle Begegnungen wurden in einem Spiel ausgetragen. Bis einschließlich Viertelfinale wurde bei unentschiedenem Ausgang das Spiel um zweimal 15 Minuten verlängert. Stand danach kein Sieger fest, folgte ein Elfmeterschießen. Ab dem Halbfinale wurde dagegen das Spiel auf des Gegners Platz wiederholt. Bis zur 3. Runde hatten unterklassige Teams Heimrecht.

## Teilnehmende Teams
Für die erste Hauptrunde waren 46 Vereine der ersten und zweiten Liga direkt qualifiziert. Dazu kamen 18 Mannschaften ab der dritten Liga abwärts, die nach vier Qualifikationsrunden startberechtigt waren.
| Veikkausliiga (14) | II divisioona Ost (14) | II divisioona West (13) | II divisioona Nord (13) |
| --- | --- | --- | --- |
| - Haka Valkeakoski - Helsingfors IFK - HJK Helsinki - Ilves-Kissat Tampere - Kokkolan Palloveikot - Kuopion PS - Lahden Reipas - Mikkelin Palloilijat - Mikkelin Pallo-Kissat - Oulun Työväen Palloilijat - Turku PS - Lahti-69 - Tampereen Pallo-Veikot - Vaasan PS | - Hämeenlinnan Pallokerho - Helsingin Ponnistus - Hermannin Pallo - Kallion PS - Kotkan Työväen Palloilijat - Kronohagens IF - Lappeenrannan Pallo - Myllykosken Pallo -47 - Peli-Karhut Jalkapallo - Tapion Honka - Voikkaan Pallo-Peikot | - Hangö AIK - Porin Ässät - Porin Palloseura - Porin Pallo-Toverit - Rauman Pallo - TaPa Tampere - Turun Toverit - Turun Pyrkivä - Vaasan Sport - Vasa IFK - Valkeakosken Koskenpojat | - Äänekosken Huima - Gamlakarleby BK - FF Jaro - Kajaanin Haka - Kajaanin Palloilijat - Kokkolan PS - Kuopion Pallotoverit - Oulun Palloseura - Pallo-Kerho 37 - Rovaniemi PS |
| III divisioona (13) | III divisioona (13) | IV divisioona (4) | Bezirksliga Helsinki (1) |
| - Hyvinkään Palloseura - Imatran Pallo-Salamat - Jakobstads BK - Jämsänkosken Ilves - Joensuun Palloseura - IF Kraft Närpes - Kuusankosken Kumu-Peikot | - Lapuan Virkiä - IFK Mariehamn - Tampereen Kisa-Toverit - Tornion Palloveikot - Turun Weikot - Uudenkaupungin Roima | - Grankulla IFK - Kiuruveden Palloilijat - VPV Vaasa - Viialan Peli-Veikot | - Trikiinit Helsinki |

## 1. Runde
|                          | Ergebnis  |                            |
| ------------------------ | --------- | -------------------------- |
| Imatran Pallo-Salamat    | 1:3       | Lahden Reipas              |
| Äänekosken Huima         | 0:4       | Mikkelin Palloilijat       |
| Kajaanin Palloilijat     | 0:2       | Kuopion PS                 |
| Hyvinkään Palloseura     | 2:1       | Voikkaan Pallo-Peikot      |
| Kokkolan PS              | 0:4       | Vasa IFK                   |
| Rovaniemi PS             | 5:1       | Oulun Työväen Palloilijat  |
| Vaasan Sport             | 1:0       | Kokkolan Palloveikot       |
| Kuopion Pallotoverit     | 1:2 n. V. | Lahti-69                   |
| Kuusankosken Kumu-Peikot | 2:1       | Kotkan Työväen Palloilijat |
| Peli-Karhut Jalkapallo   | 2:5 n. V. | HJK Helsinki               |
| Lappeenrannan Pallo      | 2:1       | Mikkelin Pallo-Kissat      |
| Trikiinit Helsinki       | 0:4       | Kallion PS                 |
| Uudenkaupungin Roima     | 3:0       | Rauman Pallo               |
| Rauman Pallo             | 2:1       | Turku PS                   |
| TaPa Tampere             | 4:0       | Ilves-Kissat Tampere       |
| Jakobstads BK            | 1:0       | Gamlakarleby BK            |
| Joensuun Palloseura      | 3:1       | Pallo-Kerho 37             |
| Porin Pallo-Toverit      | 3:0 n. V. | Porin Palloseura           |
| Tornion Palloveikot      | 1:6       | Oulun Palloseura           |
| Kronohagens IF           | 0:1       | Helsingin Ponnistus        |
| Viialan Peli-Veikot      | 2:4       | Hermannin Pallo            |
| Grankulla IFK            | 2:0       | Hämeenlinnan Pallokerho    |
| Kiuruveden Palloilijat   | 1:6       | Kajaanin Haka              |
| Turun Pyrkivä            | 0:6       | Haka Valkeakoski           |
| IFK Mariehamn            | kampflos  | Turun Toverit              |
| Turun Weikot             | 1:3       | Tapion Honka               |
| Lapuan Virkiä            | 2:0       | Tampereen Pallo-Veikot     |
| Porin Ässät              | 0:2 n. V. | Helsingfors IFK            |
| VPV Vaasa                | 2:3       | IF Kraft Närpes            |
| FF Jaro                  | 1:0       | Vaasan PS                  |
| Tampereen Kisa-Toverit   | 3:1 n. V. | Jämsänkosken Ilves         |
| Myllykosken Pallo -47    | 3:0       | Valkeakosken Koskenpojat   |

## 2. Runde
|                          | Ergebnis  |                        |
| ------------------------ | --------- | ---------------------- |
| Lappeenrannan Pallo      | 0:5       | Helsingfors IFK        |
| Vasa IFK                 | 1:8       | Haka Valkeakoski       |
| Grankulla IFK            | 1:4 n. V. | HJK Helsinki           |
| Jakobstads BK            | 0:5       | Kuopion PS             |
| Joensuun Palloseura      | 1:2       | Lahti-69               |
| Kajaanin Haka            | 0:6       | Mikkelin Palloilijat   |
| IF Kraft Närpes          | 0:3       | Vaasan Sport           |
| IFK Mariehamn            | 4:3       | Tampereen Kisa-Toverit |
| Myllykosken Pallo -47    | 2:4 n. V. | Lahden Reipas          |
| Oulun Palloseura         | 2:3       | Rovaniemi PS           |
| Uudenkaupungin Roima     | 1:5       | Porin Pallo-Toverit    |
| Hangö AIK                | 3:0       | Helsingin Ponnistus    |
| Lapuan Virkiä            | 1:5       | FF Jaro                |
| Hyvinkään Palloseura     | 2:0       | Kallion PS             |
| Tapion Honka             | 2:3       | TaPa Tampere           |
| Kuusankosken Kumu-Peikot | 1:2       | Hermannin Pallo        |

## 3. Runde
|                      | Ergebnis  |                      |
| -------------------- | --------- | -------------------- |
| Lahden Reipas        | 4:0       | Kuopion PS           |
| Hangö AIK            | 0:4       | HJK Helsinki         |
| TaPa Tampere         | 1:2 n. V. | Helsingfors IFK      |
| FF Jaro              | 1:3 n. V. | Haka Valkeakoski     |
| Lahti-69             | 4:1       | Rovaniemi PS         |
| Hyvinkään Palloseura | 3:1 n. V. | Hermannin Pallo      |
| IFK Mariehamn        | 1:3       | Vaasan Sport         |
| Porin Pallo-Toverit  | 0:5       | Mikkelin Palloilijat |

## Viertelfinale
|                      | Ergebnis              |                 |
| -------------------- | --------------------- | --------------- |
| Haka Valkeakoski     | 1:3                   | Lahti-69        |
| HJK Helsinki         | 0:2                   | Lahden Reipas   |
| Mikkelin Palloilijat | 1:0                   | Helsingfors IFK |
| Hyvinkään Palloseura | 1:1 n. V. (3:4 i. E.) | Vaasan Sport    |

## Halbfinale
|                      | Ergebnis |               |
| -------------------- | -------- | ------------- |
| Mikkelin Palloilijat | 5:2      | Lahden Reipas |
| Vaasan Sport         | 2:0      | Lahti-69      |

## Finale
| Paarung              | Mikkelin Palloilijat – Vaasan Sport |
| Ergebnis             | 4:1 (4:0) |
| Datum                | 4. Oktober 1971 |
| Stadion              | Olympiastadion, Helsinki |
| Zuschauer            | 2.645 |
| Tore                 | 1:0 Eero Karppinen (2.) 2:0 Heikki Kangaskorpi(10.) 3:0 Heikki Kangaskorpi (25.) 4:0 Antero Nikkanen (31.) 4:1 Sigvard Näsman (67.)                                                                                                   |
| Mikkelin Palloilijat | Eingesetzte Spieler: Risto Remes – Matti Vanhanen, Rainer Jungman, Heikki Valjakka, Antti Rusanen, Eero Karppinen, Antero Hyttinen, Antero Nikkanen, Heikki Kangaskorpi, Pentti Toivola, Kari Mutanen, Kari Pasanen, Raimo Marttinen. |